# Toxotes jaculatrix
Espèce
Statut de conservation UICN

 LC  : Préoccupation mineure
Le Toxote ou Poisson archer à bandes noires (Toxotes jaculatrix) est une espèce de poissons archers. Il est connu pour sa manière unique de cracher un jet d'eau sur sa proie.
Bien qu'il soit rarement proposé en magasin, c'est un poisson intéressant à maintenir en aquarium, en aquaterrarium ou en paludarium.

## Répartition géographique
Toxotes jaculatrix est originaire des côtes du Sud de l'Asie: Inde, Thaïlande en particulier dans le fleuve Chao Phraya, Viêt Nam, Sud de la Chine, Philippines, Bornéo, Sumatra, Polynésie et sporadiquement au Sud de l'Australie.
Il vit dans les eaux légèrement saumâtre des estuaires et des mangroves.

## Description
Toxotes jaculatrix a un corps allongé et comprimé verticalement, les tons varient entre gris, blanc, argenté selon les provenances, avec un reflet jaune sur la partie supérieure du corps. Décoré de cinq rayures transversales noires. Il possède une mâchoire inférieure légèrement proéminente. Il mesure moins de 10 à 12 cm en aquarium. En milieu naturel, il est beaucoup plus grand, mesurant en moyenne 20 cm et parfois jusqu'à 30 cm. Il n'y a pas de dimorphisme sexuel.
Toxotes jaculatrix possède de grands yeux, placés de manière atypique et lui permettant une bonne vision binoculaire. Il peut corriger la réfraction de la lumière à l'interface eau-air pour viser ou atteindre sa proie située hors de l'eau.
Il est souvent confondu avec Toxotes chatareus, mais on distingue nettement la teinte générale plutôt cuivrée et la forme plus effilée chez chatareus. Il possède cinq rayons durs de l'épine dorsale tandis que Jaculatrix en possède quatre.

## Comportement

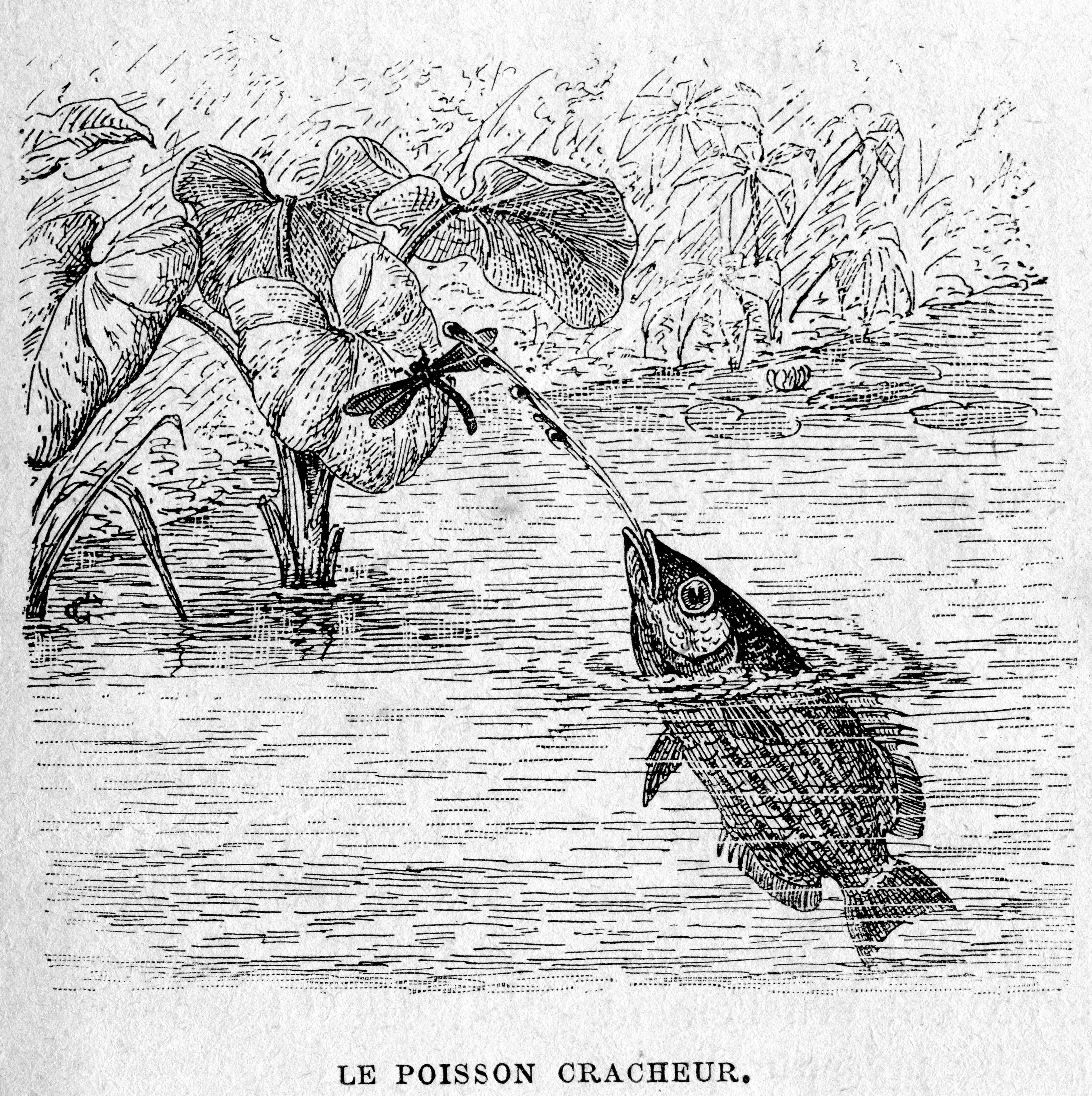
La technique de chasse du poisson-archer

Toxotes jaculatrix possède la capacité d'envoyer un jet d'eau à 2 m au-dessus de la surface. Ceci est permis par la formation d'un tube formé d'une part par un sillon taillé dans le palais et d'autre part avec le bord de la langue. L'eau contenue dans ce tube est éjectée lorsque l'animal ferme ses ouïes. 
La force du jet croit avec la taille des proies visées (divers insectes, araignées, lézards...). Chaque jet est toujours dix fois plus puissant que nécessaire pour déloger la proie, ce qui laisse une bonne marge de sécurité.
Les jeunes poissons-archers à bandes noires ont un tir moins précis que les adultes, c'est pourquoi il arrive qu'ils coopèrent entre eux en groupant leurs tirs pour faire tomber une proie dans l'eau.
Quand la proie reste malgré tout accrochée à son support, le poisson-archer saute parfois hors de l'eau pour l'attraper, faisant un bond pouvant atteindre 30 cm de haut.

## Alimentation
Toxotes jaculatrix est insectivore, il s'alimente d'insectes et autres petites proies dans son milieu naturel, les eaux saumâtres des estuaires à mangrove de l'Asie du Sud-Est. Mais en aquarium il accepte aussi la nourriture congelée classiques (vers de vase, artémia), mais rechigne souvent les aliments en granulés et les paillettes. Le mieux est de le nourrir d'insectes, comme des mouches, sauterelles, petits grillons, blattes...

## En aquarium
Prévoyez grand, la cuve devra faire 300 litres pour accueillir quatre ou cinq poissons archers.
L'aquarium classique planté convient parfaitement, il peut être maintenu en aquarium communautaire sous quelques conditions.
Le poisson archer demande une eau très légèrement saumâtre, à raison de 5 g. par litre d'eau.
C'est un gros mangeur donc un grand pollueur, il nécessite donc une filtration importante. Il s'agit d'un poisson calme et attentif qui n'aime pas du tout les turbulences, le rejet du filtre devra être brisé.

### Reproduction
Ovipare. On ne sait pas grand-chose sur sa reproduction en milieu naturel, mais il se serait reproduit dans un aquarium public.
Le dimorphisme sexuel est inexistant.

## Maintenance en aquarium
| Origine         | Asie du Sud | Eau           | eau saumâtre      |
| Dureté de l'eau | 18 à 30 °GH | pH            | 7.0 à 8.5         |
| Température     | 25-28 °C    | Volume mini.  | 300L              |
| Alimentation    | Insectivore | Taille adulte | 15 cm             |
| Reproduction    | ovipare     | Zone occupée  | partie supérieure |
| Sociabilité     | paisible    | Difficulté    | délicat           |